# Lebedevka (Kursk)
Lebedevka (en ruso: Лебедевка) es un pueblo ruso perteneciente al óblast de Kursk. Situado en el suroeste del país, forma parte del raión de Sudzha.

## Geografía
Lebedevka está situado a orillas del río Loknia, 10 km al noroeste de Sudzha y 88 km al suroeste de Kursk. También se encuentra a 4,5 km de la frontera ruso-ucraniana.  

## Historia
El 6 de agosto de 2024, el pueblo fue escenario de una incursión en la óblast de Kursk de las Fuerzas Armadas de Ucrania en el transcurso de la guerra ruso-ucraniana. El 15 de agosto, el gobierno ucraniano anunció la formación de una administración militar para brindar ayuda humanitaria a los civiles y mantener la ley y el orden, donde se integró a Lebedevka. El 9 de marzo de 2025 las fuerzas armadas rusas anunciaron que habían recuperado el control del pueblo.

## Demografía
La evolución demográfica de Lebedevka entre 2002 y 2010 fue la siguiente:
| 404                            | 327 |
| (Fuente: Population of Russia) |     |